# 経食道心エコー図
経食道心エコー図（けいしょくどうしんエコーず、Transesophageal Echocardiogram: TEE）は、イギリスやオーストラリア、ニュージーランドなどではTOEと呼ばれ、イギリス英語のtransoesophagealの綴りを反映したもので、心エコー図検査を行う機器である。先端に超音波トランスデューサを搭載した専用のプローブを患者の食道に挿入する 。これにより、画像とドップラー評価を行い、記録することができる。心臓手術の際によく使用され、心臓や大動脈を評価するのに優れた方法であるが、いくつかの制限がある。操作や検査結果の解釈には相応の熟練が必要であり、日本周術期経食道心エコー認定委員会(Japanese Board of Perioperative Transesophageal Echocardiography : JB-POT)が毎年、認定試験を行っている。

TEEの模式図

経胸壁心エコー図（TTE）と比較して、いくつかの利点といくつかの欠点がある。